# Linognathus pedalis
Linognathus pedalis ist eine weltweit beim Hausschaf auftretende Echte Tierlaus. Die Laus ist bläulich-grau gefärbt und vollgesaugt bis zu 2 mm lang. Sie hat einen spitz zulaufenden Kopf. Linognathus pedalis sitzt bevorzugt im Bereich der Füße (pedalis von lateinisch pes ‚Fuß‘) oder auch im Bauch- und Hodensackbereich. Unterscheidungsmerkmal zu anderen Linognathus-Arten sind die beiden langen Borsten (Setae) auf der Rückenseite des Thorax und der spitz zulaufende Kopf, der genauso breit wie lang ist. Weibchen legen pro Tag ein Ei (Nisse) und heften es an ein Haar. Nach 10 bis 14 Tagen schlüpft die erste Larve (Nymphe). Innerhalb von zwei Wochen entwickeln sich über insgesamt drei Nymphenstadien die Adulten. Der komplette Lebenszyklus dauert 20 bis 40 Tage.